# Leptophion nodus
Leptophion nodus là một loài tò vò trong họ Ichneumonidae.